# 雷欧蒙
雷欧蒙（法語：Réaumont，法語發音：[ʁeomɔ̃]）是法国伊泽尔省的一个市镇，位于该省中部偏北，属于格勒诺布尔区。

## 地理
雷欧蒙（45°22'11"N, 5°31'33"E）面积4.95 平方千米，位于法国奥弗涅-罗讷-阿尔卑斯大区伊泽尔省，该省份为法国东南部内陆省份，北起顺时针与安省、萨瓦省、上阿尔卑斯省、德龙省、阿尔代什省、卢瓦尔省和罗讷省。
与雷欧蒙接壤的市镇（或旧市镇、城区）包括：沙尔内克勒、穆瓦朗、拉米雷特、里沃、圣布莱斯迪比、圣卡西安。

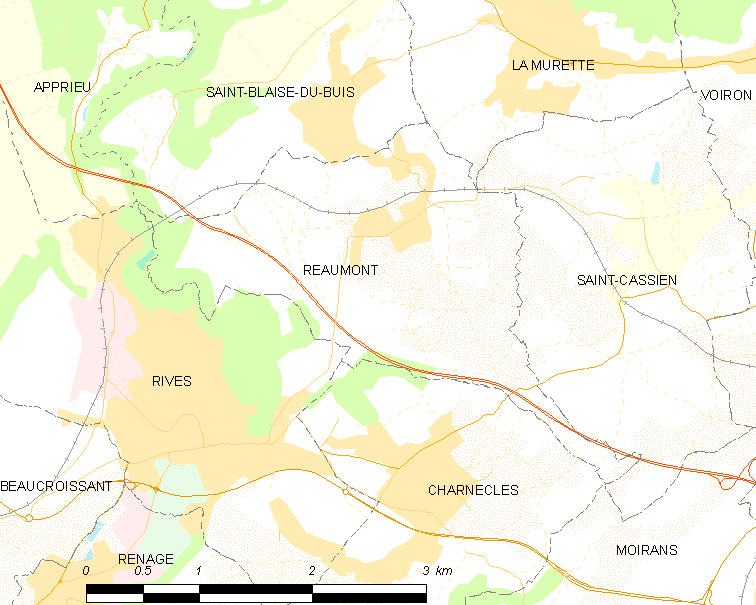
雷欧蒙的OSM定位图

雷欧蒙的时区为UTC+01:00、UTC+02:00（夏令时）。

## 行政
雷欧蒙的邮政编码为38140，INSEE市镇编码为38331。

## 政治
雷欧蒙所属的省级选区为蒂兰县。

## 人口

1962-2008年间雷欧蒙人口变化图示

雷欧蒙于2022年1月1日时的人口数量为1005人。